# 游朴德政坊
游朴德政坊，是位于中国福建省宁德市柘荣县黄柏乡黄柏村中心的一个明代古建筑，1983年7月入选首批柘荣县文物保护单位。
游朴德政坊是一座纪念柘荣当地名人游朴的牌坊。建于明朝万历二十五年（1597年），青石结构，四柱三门，宽7.25米，残高4.1米。正门上的两面分别刻有“开先甲第”、“世受天恩”字样。